# Џејдон Санчо
Џејдон Малик Санчо (енгл. Jadon Malik Sancho; Камбервел, 25. марта 2000), професионални енглески фудбалер који тренутно наступа за Челси, на позајмици из Манчестер Јунајтеда, као и за репрезентацију Енглеске на позицији крила.
Санчо је раније као омладински играч наступао за Вотфорд, а свој први сениорски уговор је потписао са Дортмундом у 2017. години. У другој сезони је постао део првог тима, а у октобру 2018. је проглашен играчем месеца. Санчо је са репрезентацијом Енглеске до 17 година освојио Светско првенство 2017. године.

## Приватан живот
Санчо је рођен 25. марта 2000. у Камбервелу, Лондон. Његови родитељи су из Тринидада и Тобага. Одрастао је у Кенингтону. Санчо се спријатељио са Рајс Нелсоном, који је живео у близини и са којим је заједно играо на омладинским турнирима.

## Клупска каријера

### Рана каријера
Санчо је са 7 година почео да игра за Вотфорд. Са 11 година се због дугог пута на тренинг преселио у смештај који му је обезбедио клуб. Када је имао 14 година, у марту 2015. године је прешао у Манчестер Сити за почетну накнаду од 66.000 фунти, која је могла да порасте до 500.000 фунти. Санчо је наставио да импресионира својим наступима и због тога је Калдон Ал Мубарак, председник Манчестер Ситија, рекао да ће убрзо прећи у први тим. У јулу 2017. Санчо је желео да напусти клуб због спора око новог уговора.

### Борусија Дортмунд
Санчо је 31. августа 2017. потписао уговор са ФК Борусија Дортмунд за накнаду која је износила 8 милиона фунти и одмах је био прикључен првом тиму. Дебитовао је за клуб 21. октобра на утакмици против Ајнтрахта када је изашао на терен као замена за преосталих шест минута утакмице. Тада је постао први Енглез који је одиграо меч Бундеслиге за Дортмунд. Санчо је први пут био део прве поставе 14. јануара 2018. против Волфсбурга. Први професионални гол је постигао на утакмици против Бајер Леверкузена, када је Дортмунд победио резултатом 4-0. У октобру 2018. је потписао нови уговор са клубом који траје до 2022. године. Тог месеца је проглашен за најбољег играча месеца. Током ремија са Хофенхајмом 9. фебруара 2019. године Санчо је постао најмлађи играч који је постигао осам голова у једној сезони Бундеслиге. Касније тог месеца је постигао гол за победу над Бајер Леверкузеном и тиме је оборио рекорд Лукаса Подолског и постао најмлађи играч који је постигао девет голова Бундеслиге са 18 година и 336 дана.

## Репрезентативна каријера

### Јуниорска каријера
У мају 2017. Санчо је као део Енглеске репрезентације до 17 година стигао до финала Европског првенства и проглашен је најбољим играчем турнира. У септембру 2017. позван је на Светско првенство до 17 година, али је његов нови клуб одбијао позив. Две стране су се на крају договориле да ће Санчо учествовати у групној фази такмичења, али да није сигурно да ли ће играти уколико Енглеска прође у нокаут фазу. Санчо је 8. октобра постигао два гола на утакмици против Чилеа. Током меча против Јапана 16. октобра Санчо је повучен из такмичења од стране свог клуба. Санчо је 2. новембра 2017. први пут позван у Енглеску репрезентацију до 19 година и придружио им се у квалификацијама за Европско првенство. Дебитовао је на утакмици против Фарских острва, када је Енглеска победила резултатом 6-0. Играо је на мечу против Исланда, када је Енглеска победила. Санчо је постигао једини гол на утакмици против Бугарске, што је омогућило Енглеској да остане на врху своје групе. Када је ушао као замена на утакмици против Мађарске 21. марта 2018. постигао је последњи гол и Енглеска је победила резултатом 4-1.

### Сениорска каријера
Након одличног почетка нове сезоне Санчо је 4. октобра 2018. године позван од стране Енглеске репрезентације да наступа у Лиги нација. Дебитовао је 12. октобра у ремију против Хрватске, када је изашао на терен као замена у 78. минуту. Свој први квалификациони меч је одиграо на квалификацијама за Европско првенство 22. марта 2019. када је Енглеска победила Чешку резултатом 5-0.

## Успеси

### Клупски
Борусија Дортмунд
- Куп Немачке (1) : 2020/21.
- Суперкуп Немачке (1) : 2019.
- УЕФА Лига шампиона : финале 2023/24.

Манчестер јунајтед
- Лига куп Енглеске (1) : 2022/23.

Челси
- УЕФА Лига конференције (1) : 2024/25.

### Репрезентативни
Енглеска до 17
- Светско првенство до 17 година (1) : 2017.[39]
- Финалиста европског првенства до 17 година (1) : 2017.[40]

Енглеска
- Финалиста европског првенства (1) : 2020.
- Треће место у УЕФА лиги нација (1) : 2018/19.

### Индивидуални
- Златни играч европског првенства до 17 година: 2017.[26]
- Тим турнира европског првенства до 17 година: 2017.[41]
- Играч месеца Бундеслиге: октобар 2017.[23]
- Goal.com NxGn: 2019[42]

## Статистика каријере

### Клупска
Ажурирано 31. октобра 2020.
| Клуб                 | Сезона            | Лига                    | Лига    | Лига   | Национални куп | Национални куп | Куп лиге | Куп лиге | Европа  | Европа | Укупно  | Укупно |
| Клуб                 | Сезона            | Дивизија                | Наступи | Голови | Наступи        | Голови         | Наступи  | Голови   | Наступи | Голови | Наступи | Голови |
| -------------------- | ----------------- | ----------------------- | ------- | ------ | -------------- | -------------- | -------- | -------- | ------- | ------ | ------- | ------ |
| Борусија Дортмунд II | 2017/18.          | Регионална лига Немачке | 3       | 0      | —              | —              | —        | —        | —       | —      | 3       | 0      |
| Борусија Дортмунд    | 2017/18.          | Бундеслига              | 12      | 1      | 0              | 0              | —        | —        | 0       | 0      | 12      | 1      |
| Борусија Дортмунд    | 2018/19.          | Бундеслига              | 34      | 12     | 2              | 0              | 7        | 1        | —       | —      | 43      | 13     |
| Борусија Дортмунд    | 2019/20.          | Бундеслига              | 32      | 17     | 3              | 0              | 8        | 2        | 1       | 1      | 44      | 20     |
| Борусија Дортмунд    | 2020/21.          | Бундеслига              | 5       | 0      | 1              | 1              | 2        | 1        | 0       | 0      | 8       | 2      |
| Борусија Дортмунд    | Укупно            | Укупно                  | 83      | 30     | 6              | 1              | 17       | 4        | 1       | 1      | 107     | 36     |
| Укупно у каријери    | Укупно у каријери | Укупно у каријери       | 86      | 30     | 6              | 1              | 17       | 4        | 1       | 1      | 110     | 36     |

### Репрезентативна
Ажурирано 14. октобра 2020.
| Национални тим | Година | Наступи | Голови |
| -------------- | ------ | ------- | ------ |
| Енглеска       | 2018   | 3       | 0      |
| Енглеска       | 2019   | 8       | 2      |
| Енглеска       | 2020   | 7       | 1      |
| Енглеска       | 2021   | 5       | 0      |
| Укупно         | Укупно | 23      | 3      |